# لوساکا
لوساکا پایتخت کشور زامبیا و بزرگ‌ترین شهر این کشور است.
این شهر در بخش مرکزی جنوب زامبیا و در فلاتی به بلندی ۱۳۰۰ متر از سطح دریا قرار دارد.

## تاریخچه
در آغاز در این محل دهکده‌ای وجود داشت که به نام کدخدای آن لوساآکا نامیده می‌شد.
مستعمره‌نشینان اروپائی در سال ۱۹۰۵ این دهکده را گسترش دادند و بعداً بخاطر مرکزیت مکان آن، این شهر به عنوان پایتخت مستعمره بریتانیایی رودزیای شمالی جانشین شهر لیوینگستون شد.
پس از تشکیل فدراسیون رودزیای شمالی و جنوبی در سال ۱۹۵۳، لوساکا مرکز جنبش نافرمانی مدنی شد و همین جنبش بود که به ایجاد کشور مستقل زامبیا انجامید.
لوساکا در سال ۱۹۶۴ پایتخت کشور تازه‌مستقل زامبیا شد.